# NGC 3921
NGC 3921 (również PGC 37063, UGC 6823 lub Arp 224) – galaktyka spiralna (S0-a), znajdująca się w gwiazdozbiorze Wielkiej Niedźwiedzicy. Odkrył ją William Herschel 14 kwietnia 1789 roku.
Galaktyka ta znajduje się w odległości około 261 milionów lat świetlnych od Ziemi. Powstała w wyniku zderzenia dwóch galaktyk o podobnej masie. Świadectem tego jest jej złożona struktura oraz para długich „ogonów pływowych”. Do zderzenia tego doszło około 700 milionów lat temu. W przyszłości NGC 3921 przekształci się w galaktykę eliptyczną.